# Axel Domont
Pour les articles homonymes, voir Domon.
Axel Domont, né le 7 aout 1990 à Valence, est un coureur cycliste français, professionnel de 2013 à 2020 et membre durant ces années de l'équipe AG2R La Mondiale.

## Biographie

### Débuts cyclistes et carrière chez les amateurs
Axel Domont commence à pratiquer le cyclisme avec le BMX, au BMX Mours Romans. Il rejoint le Sprinter Club de Bourg-lès-Valence (SCBLV) à l'âge de dix ans et y reste quatre ans. Il est ensuite membre du VS Romanais Péageois (VSRP). Il est champion de la Drôme de cyclo-cross en catégorie cadet en 2005 et 2006, et junior en 2007. En 2008, il remporte en catégorie junior le Tour du Valromey. L'année suivante, il court pour l'UC Aubenas, club de Division nationale 2,.
En 2010, Axel Domont est engagé par le Chambéry CF, structure associée à l'équipe professionnelle AG2R La Mondiale. En 2011, il obtient une première sélection en équipe de France des moins de 23 ans, pour le Tour des Pays de Savoie, dont il prend la huitième place. Durant cette année, il est notamment deuxième du Piccolo Giro di Lombardia, troisième du Tour du Frioul-Vénétie Julienne, huitième de la Ronde de l'Isard, neuvième du championnat d'Europe sur route des moins de 23 ans. En fin de saison, il est stagiaire au sein de l'équipe AG2R La Mondiale. En 2012, il gagne le Grand Prix de Buxerolles, manche de la Coupe de France des clubs, et, avec l'équipe de France, une étape de Toscane-Terre de cyclisme. Il prend la cinquième place du classement général de cette course, manche de la Coupe des Nations U23. Il est deuxième d'Annemasse-Bellegarde-Annemasse, septième de la Ronde de l'Isard.

### De 2013 à 2020: professionnel chez AG2R La Mondiale
Axel Domont intègre l'équipe AG2R La Mondiale en 2013 et signe donc son premier contrat professionnel.
En 2014, échappé dans un groupe de cinq coureurs duquel il s'est extrait à un kilomètre cinq-cents de l'arrivée, il remporte sa seule victoire professionnelle, lors de la dernière étape du Circuit de la Sarthe. Blessé sur chute durant Paris-Camembert, il doit être opéré à la suite d'une fracture d'un métacarpien de la main gauche. En fin de saison, il chute au cours de la Châteauroux Classic de l'Indre et abandonne. Il est victime d'une fracture de la clavicule et d'une entorse de la cheville du côté gauche, ainsi qu'à une fracture du bassin.
De retour en 2015, Domont commence sa saison par le Tour Down Under. Lors du Samyn, au début du mois de mars, il subit une chute. Il est atteint pour la cinquième fois d'une fracture de la clavicule gauche. L'extrémité supérieure du radius est également fracturée.
Le 2 août 2016, il prolonge son contrat avec la formation AG2R La Mondiale. Trois semaines plus tard, pour sa première participation au Tour d'Espagne, il se classe deuxième de la 8e étape, devancé de dix secondes par le Russe Sergey Lagutin.
Sur le Tour de France 2018, il abandonne sur chute lors de la 4e étape souffrant d'un traumatisme cranien et d'une fracture de la clavicule..
Lors de la cinquième étape du Tour de Catalogne 2019 une chute lui entraîne des fractures au bassin ainsi qu'à la clavicule droite. Après deux mois et demi d’hospitalisation qui lui ont fait craindre une fin de carrière, il fait finalement son retour à la compétition en septembre.
Dès le début de saison 2020, il se blesse à nouveau lors de la Race Torquay en Australie, une double fracture de la hanche lui est diagnostiquée. Le 21 octobre, il abandonne après une chute au cours de la deuxième étape du Tour d'Espagne et il subit une fracture de la clavicule gauche, sa sixième sur cet os. Le même jour, sa fin de carrière est annoncée. Il souhaite se reconvertir en tant que vigneron.

### Reconversion dans la viticulture
En 2020, à la suite d’une rencontre avec les propriétaires du Domaines des Côtes Rousses, Axel Domont se lance dans le vin. D'abord négociant, il finit par acquérir des vignes sur la commune des Marches en Savoie. Il travaille la jacquère, la mondeuse, le gamay et le pinot noir.
[réf. nécessaire]Son vin se fait remarquer par sa grande souplesse et son aspect "naturel" très marqué[Quoi ?]. Axel Domont travaille essentiellement à la main ses vignes et profite de l'existence d'un négoce en nature dans la région.

## Palmarès et classements mondiaux

### Palmarès amateur
- 2008
  - Tour du Valromey :
    - Classement général
    - 2e étape
- 2010
  - 3e du Tour de la Province de Bielle
- 2011
  - 2e de La Commentryenne
  - 2e du Tour de Lombardie amateurs
  - 2e du Prix des Vins Nouveaux
  - 3e du Tour du Frioul-Vénétie Julienne
  - 9e du championnat d'Europe sur route espoirs
- 2012
  - Grand Prix de Buxerolles
  - 5e étape de Toscane-Terre de cyclisme
  - 2e d'Annemasse-Bellegarde et retour

### Palmarès professionnel
- 2014
  - 4e étape du Circuit de la Sarthe

### Résultats sur les grands tours

#### Tour de France
2 participations
- 2017 : 68e
- 2018 : abandon (4e étape)

#### Tour d'Italie
3 participations
- 2014 : 58e
- 2015 : 75e
- 2016 : 50e

#### Tour d'Espagne
3 participations
- 2016 : 48e
- 2017 : non partant (14e étape)
- 2020 : abandon (2e étape)

### Classements mondiaux
| Année           | 2011 | 2012 | 2013 | 2014 | 2015 | 2016 |
| --------------- | ---- | ---- | ---- | ---- | ---- | ---- |
| UCI World Tour  |      |      | nc   | nc   | nc   | 169e |
| UCI Europe Tour | 244e | 517e |      |      |      |      |